# Good for You (bài hát)
"Good for You" là một bài hát của nữ ca sĩ - diễn viên người Mỹ Selena Gomez cho album phòng thu thứ hai của cô ấy, Revival (2015). Bài hát có sự góp giọng của rapper ASAP Rocky, người đã viết bài hát cùng với Julia Michaels, Justin Tranter, và Nick Monson. Bài hát được phát hành dưới dạng đĩa đơn từ album Revival vào ngày 22 tháng 6 năm 2015. Bài hát đạt được thành công tại rất nhiều quốc gia, nổi bật nhất là vị trí số 5 tại bảng xếp hạng uy tín của Hoa Kỳ Billboard Hot 100.

## Giải thưởng và đề cử
| Năm  | Giải thưởng            | Hạng mục                                | Kết quả |
| ---- | ---------------------- | --------------------------------------- | ------- |
| 2015 | Teen Choice Awards     | Ca khúc được lựa chọn là ca khúc mùa hè | Đề cử   |
| 2015 | MTV Video Music Awards | Ca khúc của mùa hè                      | Đề cử   |

## Xếp hạng
| Bảng xếp hạng (2015)                            | Vị trí cao nhất |
| ----------------------------------------------- | --------------- |
| Úc (ARIA)                                       | 10              |
| Áo (Ö3 Austria Top 40)                          | 27              |
| Bỉ (Ultratop 50 Flanders)                       | 25              |
| Bỉ (Ultratop 50 Wallonia)                       | 27              |
| Canada (Canadian Hot 100)                       | 8               |
| Canada CHR/Top 40 (Billboard)                   | 4               |
| Canada Hot AC (Billboard)                       | 35              |
| Cộng hòa Séc (Rádio Top 100)                    | 37              |
| Cộng hòa Séc (Singles Digitál Top 100)          | 3               |
| Đan Mạch (Tracklisten)                          | 11              |
| Châu Âu Digital Song Sales (Billboard)          | 16              |
| Phần Lan (Suomen virallinen lista)              | 20              |
| Pháp (SNEP)                                     | 14              |
| Trường songid là BẮT BUỘC CHO BẢNG XẾP HẠNG ĐỨC | 29              |
| Hi Lạp Digital Songs (Billboard)                | 1               |
| Hungary (Single Top 40)                         | 24              |
| Ireland (IRMA)                                  | 26              |
| Ý (FIMI)                                        | 31              |
| Luxembourg Digital Song Sales (Billboard)       | 9               |
| Hà Lan (Single Top 100)                         | 31              |
| New Zealand (Recorded Music NZ)                 | 14              |
| Na Uy (VG-lista)                                | 9               |
| Scotland (OCC)                                  | 17              |
| Slovakia (Rádio Top 100)                        | 24              |
| Slovakia (Singles Digitál Top 100)              | 6               |
| Tây Ban Nha (PROMUSICAE)                        | 9               |
| Thụy Điển (Sverigetopplistan)                   | 24              |
| Thụy Sĩ (Schweizer Hitparade)                   | 27              |
| Anh Quốc (OCC)                                  | 23              |
| Hoa Kỳ Billboard Hot 100                        | 5               |
| Hoa Kỳ Adult Pop Airplay (Billboard)            | 24              |
| Hoa Kỳ Dance/Mix Show Airplay (Billboard)       | 6               |
| Hoa Kỳ Pop Airplay (Billboard)                  | 1               |
| Hoa Kỳ Rhythmic (Billboard)                     | 4               |

## Chứng nhận
| Quốc gia | Chứng nhận  | Số đơn vị/doanh số chứng nhận |
| --- | ----------- | ----------------------------- |
| Úc (ARIA) | 2× Platinum | 140,000^                      |
| Canada (Music Canada) | 2× Platinum | 160,000^                      |
| Đan Mạch (IFPI Đan Mạch) | Platinum    | 60,000^                       |
| Ý (FIMI) | Platinum    | 50,000‡                       |
| México (AMPROFON) | Gold        | 30,000*                       |
| New Zealand (RMNZ) | Gold        | 0*                            |
| Ba Lan (ZPAV) | Platinum    | 20.000‡                       |
| Thụy Điển (GLF) | 2× Platinum | 80,000‡                       |
| Tây Ban Nha (PROMUSICAE) | Gold        | 20.000‡                       |
| Anh Quốc (BPI) | Silver      | 200,000‡                      |
| Hoa Kỳ (RIAA) | Bạch kim    | 1,119,655*                    |
| * Chứng nhận dựa theo doanh số tiêu thụ. ^ Chứng nhận dựa theo doanh số nhập hàng. ‡ Chứng nhận dựa theo doanh số tiêu thụ và phát trực tuyến. |             |                               |